# Charles Plisnier
Charles Plisnier (ur. 13 grudnia 1896 w Ghlin, zm. 17 lipca 1952 w Brukseli) – belgijski pisarz piszący w języku francuskim, członek Belgijskiej Akademii Literatury, autor realistycznych powieści z elementami psychoanalizy, komunista.

## Dzieła
- Voix entendues, poèmes, (1913)

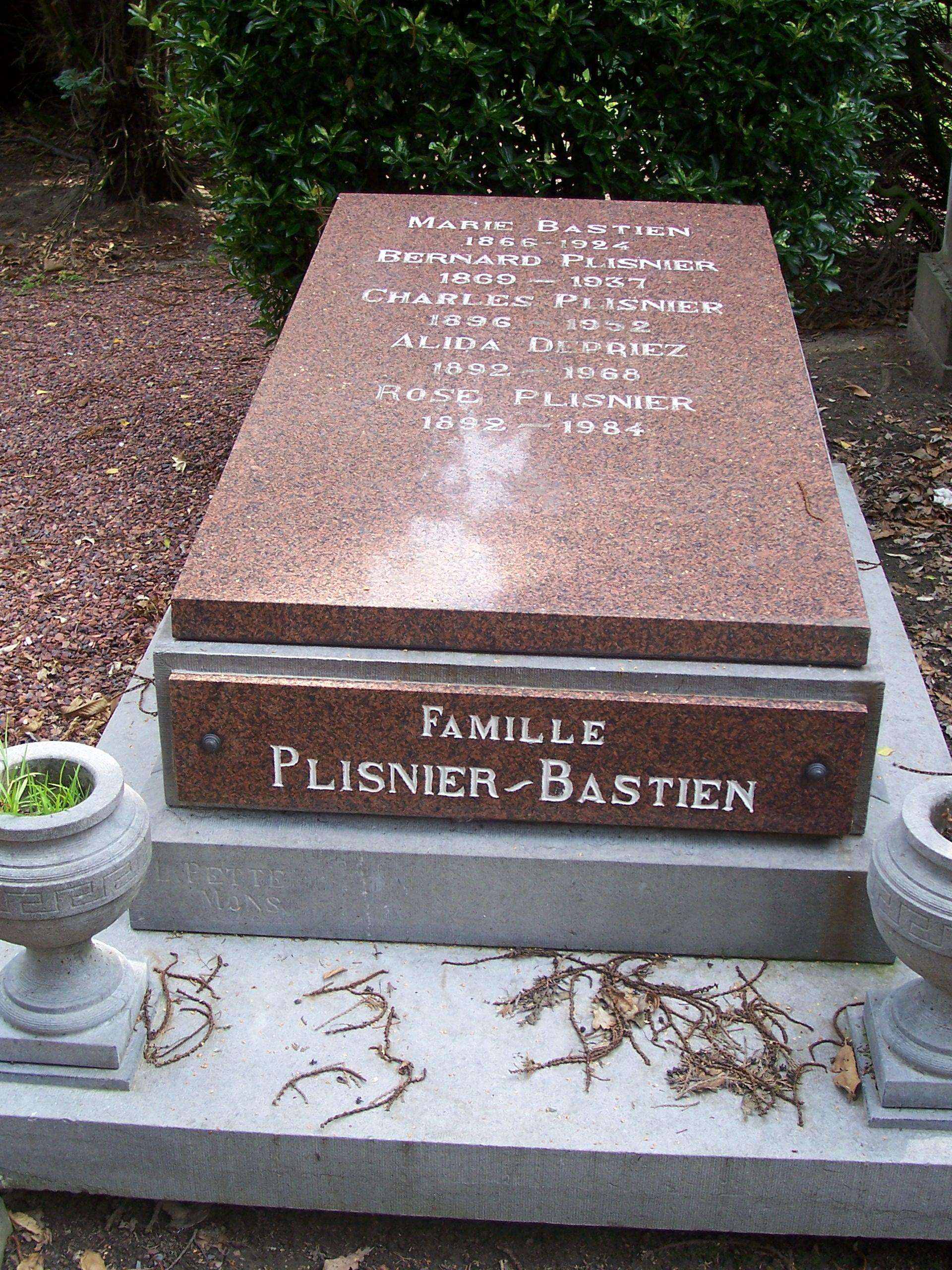
Nagrobek Charlesa Plisniera na cmentarzu w Mons

- L'enfant qui fut déçu, poème de jeunesse, (1914)
- Eve aux sept visages, poème, (1919)
- La guerre des hommes, poème, (1920)
- Réformisme ou révolution, essai, (1921)
- Élégies sans les anges, poème, (1922)
- Brûler vif, poèmes, hors commerce, (1923)
- Prière aux mains coupées, poèmes, (1930)
- Histoire sainte, roman, (1931)
- Figures détruites, nouvelles, (1932)
- Mésure de notre temps, essai, (1932)
- Déluge, poème, (1933)
- L'enfant aux stigmates, poème, (1933)
- Fertilités du désert, poésie, (1933)
- Babel, poème, (1934)
- Odes pour retrouver les hommes, Poèmes, (1935)
- Mariages, roman, (1936)
- Périple, poème, (1936)
- Sel de la terre, poème, (1936)
- Faux passeports (soustitré: ou les mémoires d'un agitateur) (Prix Goncourt 1937)
- Sacre, poème, (1938)
- Mort d'Isabelle (Meurtres T. I), (1939)
- Présence du fils (Meurtres T. II), (1939)
- Testament, poème, (1939)
- Martine (Meurtres T. III), (1940)
- Feu dormant (Meurtres T. IV) (1941)
- Dieu le prit (Meurtres T. V) (1941)
- Ma mère me prend par la main poèmes, (1941)
- Ave Genitrix, poème, (1943)
- Croix de Venus, nouvelle (1943)
- L'homme nocturne, nouvelle (1943)
- Hospitalité, théâtre, (1943)
- Une voix d'or, nouvelle, (1944)
- Figures détruites, édition de 1932 augmenté d'Une voix d'or, (1945)
- Héloïse, roman, (1945)
- La Matriochka, roman, (1945)
- Mes biens aimés (Mères – Chronique d'une famille bourgeoise Tome I), (1946)
- Nicole Arnaud (Mères, Tome II), (1948)
- Heureux ceux qui rêvent, nouvelle, (1948)
- Vertu du désordre (Mères, Tome III), (1949)
- Beauté des laides, roman (1951)
- itinéraire spirituel d'un romancier, (1951)
- Folies douces, (1952)
- L'homme et les hommes, essai, (1953)
- Papiers d’un romancier, essai, (1954)
- Lettres à mes concitoyens, essai, (1962)
- La dernière journée